# Adam Jones (rugbista 1981)
Adam Rhys Jones (Abercraf, 8 marzo 1981) è un ex rugbista a 15 e allenatore di rugby a 15 britannico, dal 2018 tecnico della mischia degli Harlequins in Premiership. Nella sua carriera ricopriva il ruolo di pilone ed ha vestito 95 volte la maglia della Nazionale Gallese e 5 la maglia dei British and Irish Lions con cui è andato in tour due volte: nel 2009 e nel 2013.